# Wolde
Wolde ist eine Gemeinde im Zentrum des Landkreises Mecklenburgische Seenplatte. Sie liegt östlich von Stavenhagen und ist Teil des Amtes Treptower Tollensewinkel mit Sitz in Altentreptow.

## Geografie und Verkehr
Wolde liegt an der Landesstraße 273 etwa 14 Kilometer westlich von Altentreptow und zwölf Kilometer östlich von Stavenhagen. Die Bundesstraße 104 verläuft südlich der Gemeinde. Wolde ist über den Anschluss Altentreptow der Bundesautobahn 20 zu erreichen.

## Ortsteile
- Japzow (Zusammenschluss am 1. Januar 1960 mit Zwiedorf zu Wolde[2])
- Reinberg (Eingemeindung am 30. September 1998[3])
- Schmiedenfelde
- Wolde
- Zwiedorf (Zusammenschluss am 1. Januar 1960 mit Japzow zu Wolde[2])

## Geschichte
Bis zum 1. Januar 2005 war die Gemeinde Teil des Amtes Kastorfer See.
Wolde wie auch die Burg Wolde sind slawischen Ursprungs. Der Ort wurde 1292 erstmals urkundlich erwähnt. Ein Ritter Heinrich in Wolde soll den Ort gegründet haben. Die Burg wurde 1481 von Herzog Magnus II. von Mecklenburg zerstört. Dorf und Burg Wolde lagen genau auf der Grenze zwischen Mecklenburg und Pommern, und damit beanspruchten die Herzöge beider Länder die Landeshoheit über den Ort. So soll es in Wolde ein kleines Zollhaus gegeben haben, durch dessen Mitte die Grenze zwischen beiden Ländern verlief. Auch spielten die damaligen Gutsbesitzer die beiden Lehnsherren gekonnt gegeneinander aus. 1873 wurde ein Staatsvertrag zwischen Mecklenburg und Preußen geschlossen. Darin bestimmte man, welchen Anteil beide Länder an dem Dorf bekommen sollten. Schloss, Kirche und Wirtschaftshof gehörten nun zu Mecklenburg, der Rest, die meist kleineren Häuser zu Preußen.
Das Gut befand sich nacheinander im Besitz der Familien von Winterfeld im 14. Jahrhundert, von Preen seit 1569, von Maltzahn ab 1646, von Burkersroda ab 1770, von Moltke, wieder von Maltzahn, von Fabrice ab 1850 und schließlich kurz danach von Heyden-Linden, die es bis zum Ende des Zweiten Weltkrieges behielten.
Im Jahre 1797 ließ Bogislav Helmut von Maltzahn ein wuchtiges Herrenhaus errichten. Im Inneren der zweiflügeligen Anlage befand sich ein großer Spiegelsaal, in einem Flügel eine eigene Kapelle. Zudem gab es einen Marstall, weitere Wirtschaftsgebäude, einen großen Obst- und Gemüsegarten mit Gewächshäusern und einen weitläufigen englischen Landschaftspark. Das Schloss wurde 1945 abgebrochen. Ein kleineres Gutshaus entstand Mitte des 19. Jahrhunderts als Inspektorhaus im Auftrag des Freiherrn von Fabrice. Dieses bewohnte Gutshaus befindet sich heute im Besitz der Gemeinde.
Schmiedenfelde: Das ca. 300 ha große Gut entstand 1835, als der Ökonom Schmiede zwei Reinberger Bauernhöfe und eine Parzelle des Staatsforstes zusammenlegte. Das sanierte Gutshaus stammt aus dem 19. Jahrhundert.

## Wappen, Flagge, Dienstsiegel
Die Gemeinde verfügt über kein amtlich genehmigtes Hoheitszeichen, weder Wappen noch Flagge. Als Dienstsiegel wird das kleine Landessiegel mit dem Wappenbild des Landesteils Vorpommern geführt. Es zeigt einen aufgerichteten Greifen mit aufgeworfenem Schweif und der Umschrift „GEMEINDE WOLDE • LANDKREIS MECKLENBURGISCHE SEENPLATTE“.

## Sehenswürdigkeiten
- Das sogenannte Gutshaus Wolde wurde im 19. Jahrhundert als Inspektorenhaus erbaut.
- Gutsanlage Wolde
- Landschaftspark Wolde mit Kastanienallee
- Burgberg Wolde mit Wehrgraben und Burgberg
- Kirche Wolde (1859/1860 errichtet) auf der ehemaligen Burganlage
- Turmhügel „Kiekeberg“ Wolde
- Friedhofsportal Wolde, Backstein
- Dorfkirchen in Zwiedorf, Japzow und Reinberg
- Gedenkstätten: zwei Gräber unbekannter polnischer Männer auf dem Friedhof, die während des Zweiten Weltkrieges Opfer der Zwangsarbeit wurden

Sehenswürdigkeiten
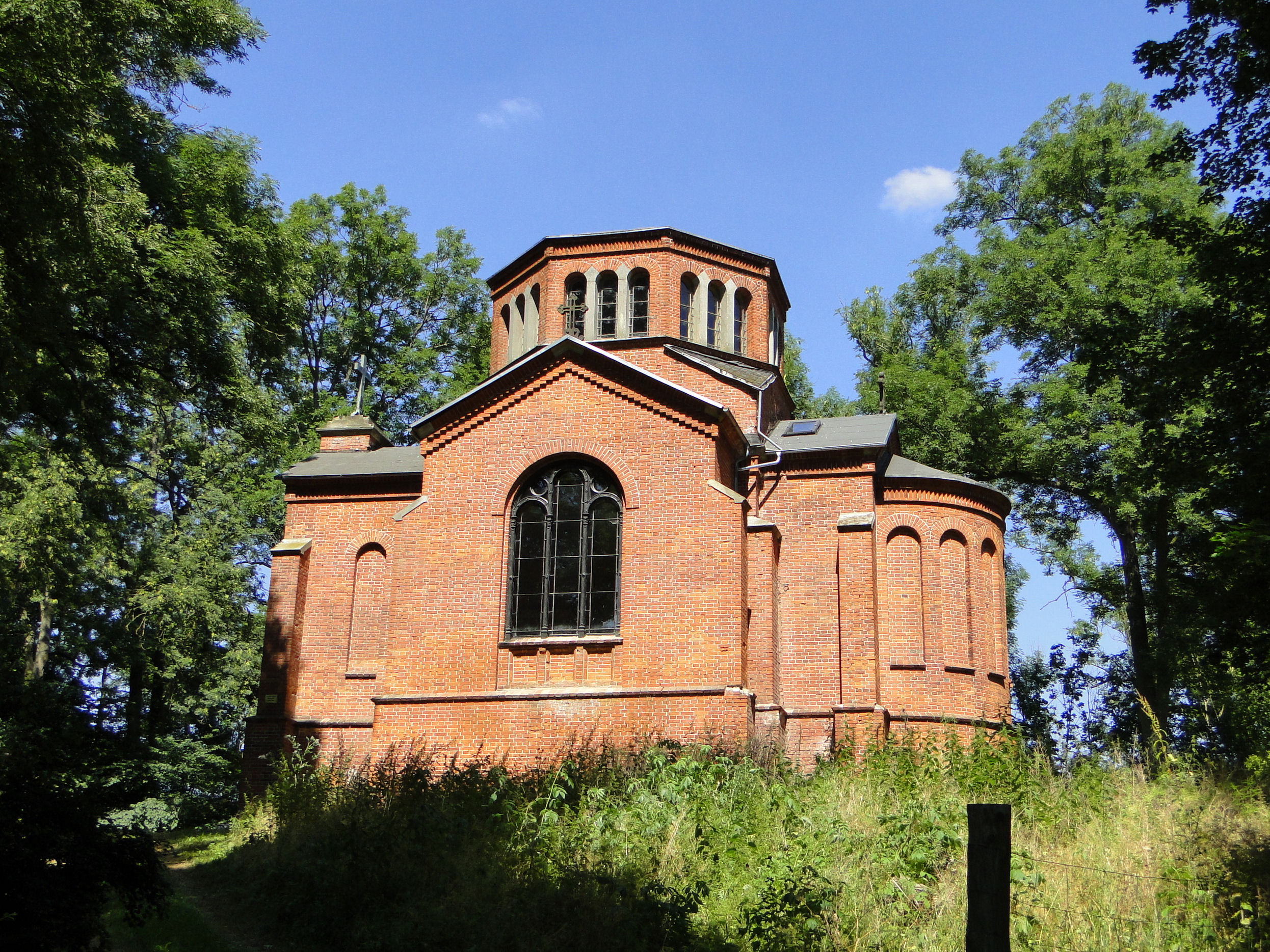
Kirche auf dem Burgberg Wolde
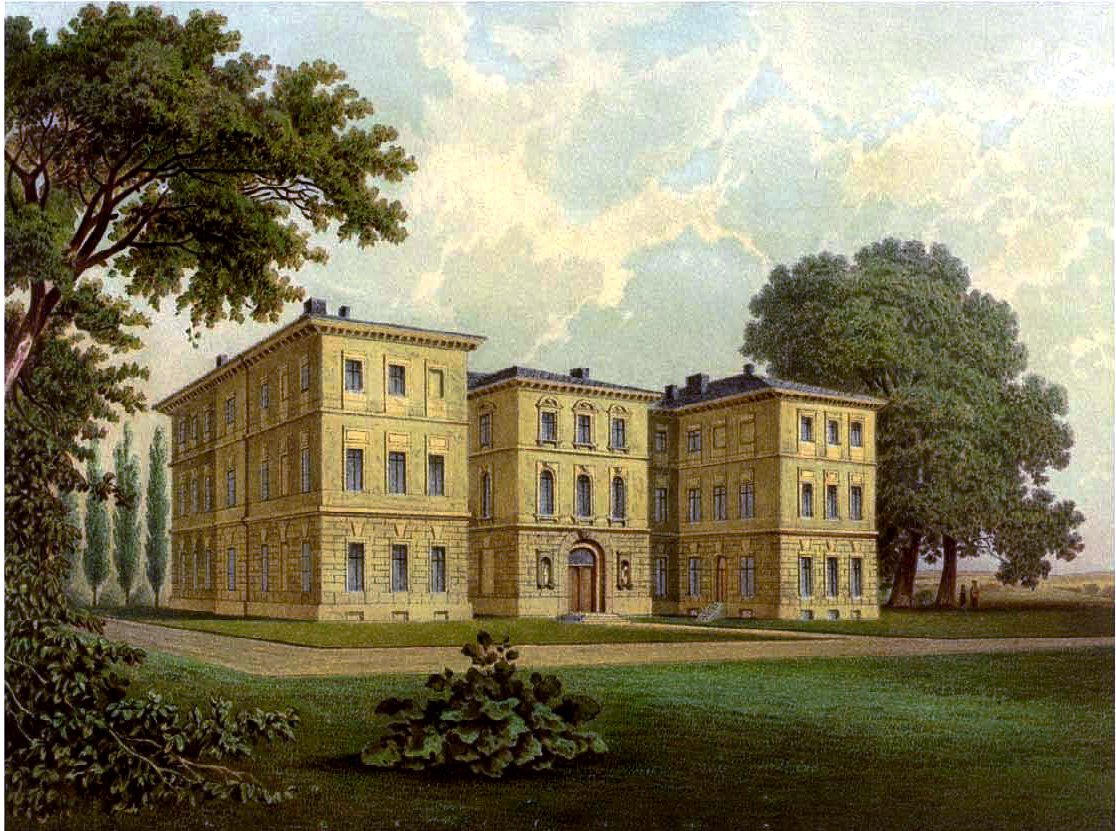
Schloss Wolde um 1860, Sammlung Alexander Duncker (1945 abgebrochen)
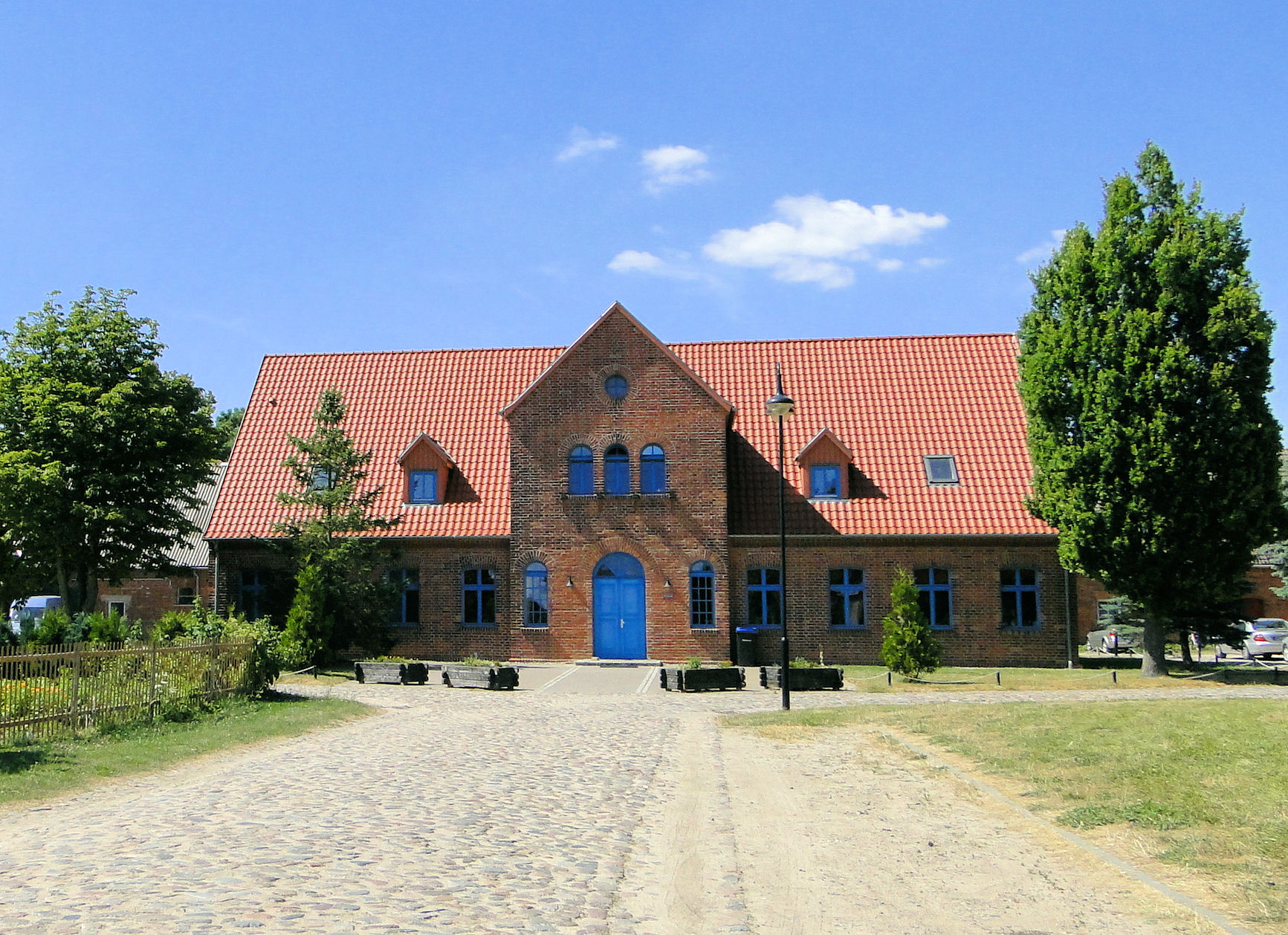
Gutshaus (Inspektorhaus) in Wolde
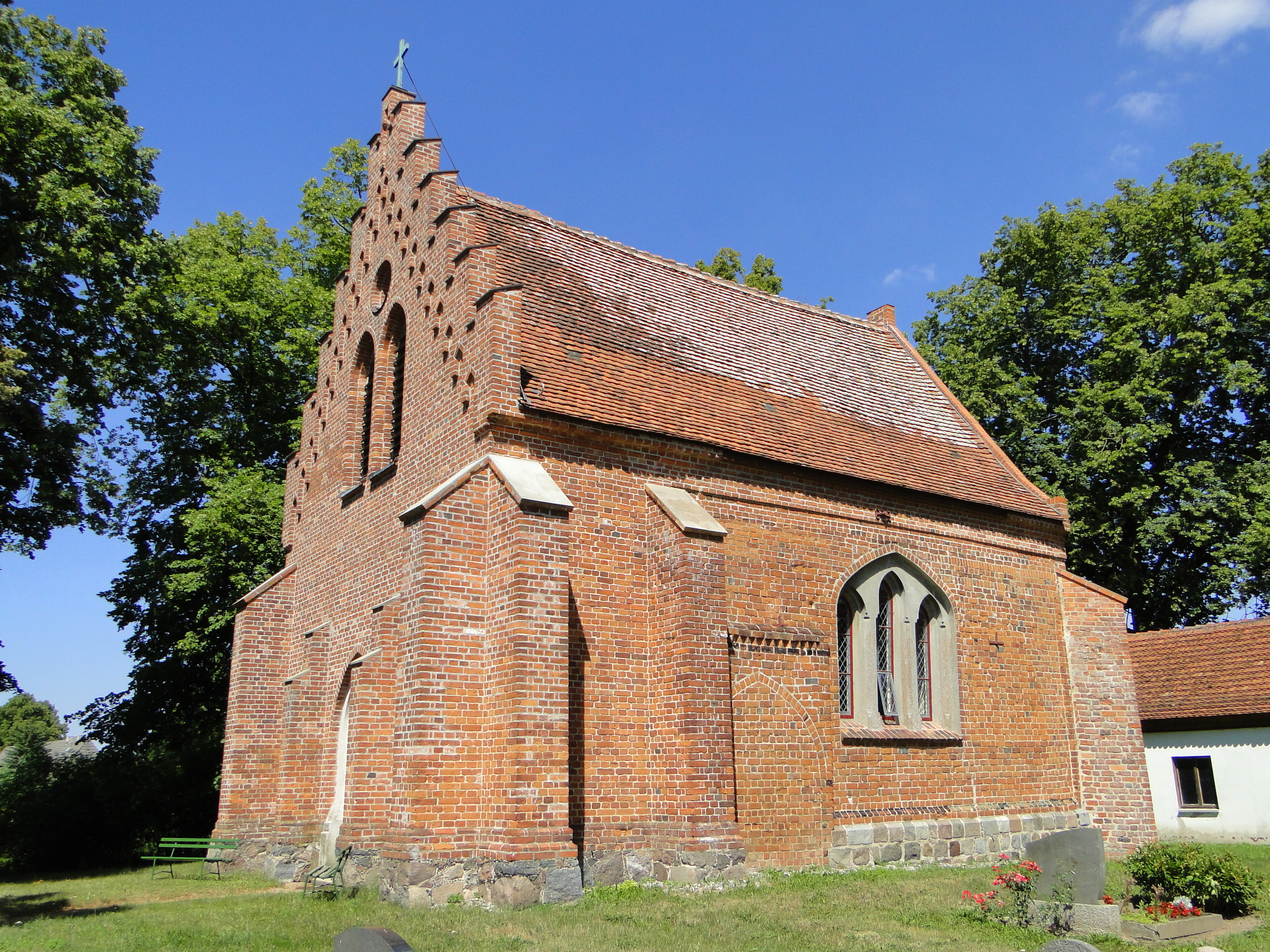
Kirche in Zwiedorf

## Persönlichkeiten

### Söhne und Töchter des Ortes
- Helmuth Dietrich von Maltzahn (1761–1826), preußischer Generalmajor, zuletzt Landwehr-Brigadekommandeur

### Mit dem Ort verbunden
- Bernd von Maltzan (vor 1474–1525), auch der Böse Bernd, Raubritter und herzoglich mecklenburgischer Geheimer Rat, Besitzer der Burg Wolde